# Kenny « Blues Boss » Wayne
Kenny « Blues Boss » Wayne, né le 13 novembre 1944 à Spokane, est pianiste et chanteur de nationalité américaine. Son style, le boogie-woogie, est inspiré du blues et du jazz.

## Biographie
Kenneth Wayne Spruell est né en 1944 à Spokane dans l'État de Washington, et a grandi à la Nouvelle-Orléans, Los Angeles et San Francisco. Il a commencé à jouer du piano à 13 ans, et se produit depuis plus de 50 ans en Amérique du Nord, et a également fait des représentations en Europe. Il a élu domicile à Vancouver au début des années 1980. Il est une figure de la scène blues canadienne, et a fait ses débuts en s'imprégnant des sons de la musique gospel, que pratiquait son père. Au long de sa carrière, il a fait évoluer son répertoire vers le jazz et la musique latine pour aller vers le R&B et la musique soul. Avant de se produire au Canada, il avait expérimenté une variété de genres et de styles, notamment le swing et le bebop.
Kenny Wayne s'est produit et a partagé la scène avec plusieurs autres artistes du blues et du rock, tels que Jimmy Reed, Pinetop Perkins, Johnnie Johnson, Big Joe Duskin, Joe Louis Walker et Floyd Dixon. Il a également été invité à se représenter avec des artistes rock et soul comme Ike Turner, des membres du groupe Sly and the Family Stone, Delaney and Bonnie et des membres de Santana et des Doobie Brothers, ainsi qu'avec le groupe Legendary Downchild Blues à Massey Hall à l'occasion de la célébration de leurs 50 ans et plus de blues.

## Discographie
Kenny Wayne a sorti de nombreux albums de 1995 à 2024 :
- "Alive & Loose", 1995 (son premier enregistrement de blues enregistré en studio)
- "Blues Boss Boogie", 1998
- "Blues Power", 2002 (enregistré à Paris)
- "88th & Jump Street", 2002
- "Let It Loose", 2006 (lauréat du prix Juno)
- "Can't Stop Now", 2008
- "Piano-rama", 2009
- "An Old Rock On A Roll", 2011
- "Rollin' with the Blues Boss", 2014
- "Jumpin' & Boppin", 2016
- "Big City Back Country Blues", 2017
- "Inspired by the Blues", 2018
- "Go, Just Do It", 2020
- "Blues from Chicago to Paris", 2022
- "OOH YEAH!", 2024